# Grammy Award for Best Latin Urban Album
Der Grammy Award for Best Latin Urban Album, auf Deutsch „Grammy-Auszeichnung für das beste Latin-Urban-Album“, ist ein Musikpreis, der 2008 bis 2010 von der amerikanischen Recording Academy verliehen wurde.

## Geschichte und Hintergrund
Die seit 1959 verliehenen Grammy Awards werden jährlich in zahlreichen Kategorien von der Recording Academy in den Vereinigten Staaten vergeben, um künstlerische Leistung, technische Kompetenz und hervorragende Gesamtleistung ohne Rücksicht auf die Album-Verkäufe oder Chart-Position zu würdigen. Eine dieser Kategorien war der Grammy Award for Best Latin Urban Album.
Der Preis wurde erstmals im Jahr 2008 an die puerto-ricanische Band Calle 13 vergeben, die letztmalige Verleihung erfolgte bereits im Jahr 2010. Ab dem Jahr 2011 wurde die Auszeichnung aufgrund einer Überarbeitung der Grammy-Kategorien mit der Kategorie Latin Rock verbunden und in Grammy Award for Best Latin Rock, Urban or Alternative Album umbenannt.

## Gewinner und Nominierte
| Jahr | Gewinner       | Nationalität | Album                       | Nominierte | Bild des/der Gewinner(s) |
| ---- | -------------- | ------------ | --------------------------- | --- | ------------------------ |
| 2008 | Calle 13       | Puerto Rico  | Residente o Visitante       | - E. S. L. von Akwid - El abayarde contra-ataca von Tego Calderón - El cartel: The Big Boss von Daddy Yankee - Vacaneria! von Fulanito |                          |
| 2009 | Wisin & Yandel | Puerto Rico  | Residente o Visitante       | - La novela von Akwid - La Sinfonia von La Sinfonia - The Royalty: La Realeza von R.K.M. & Ken-Y - En lo claro von Voltio              |                          |
| 2010 | Calle 13       | Puerto Rico  | Los de Atrás Vienen Conmigo | - Río von Aterciopelados - Y. von Bebe - La Luz del Ritmo von Los Fabulosos Cadillacs - La Revolución von Wisin & Yandel               |                          |